# Lathan
Der Lathan ist ein Fluss in Frankreich, der in den Regionen Centre-Val de Loire und Pays de la Loire verläuft. Er entspringt im Gemeindegebiet von Ambillou und versorgt in seinem Oberlauf gleich das Wasserschloss Champchevrier mit Wasser. Danach fließt er generell in westlicher Richtung und mündet nach rund 58 Kilometern unterhalb von Longué-Jumelles als rechter Nebenfluss in den Authion. In seinem Unterlauf durchquert der Lathan den Regionalen Naturpark Loire-Anjou-Touraine. In seinem gesamten Verlauf berührt er die Départements Indre-et-Loire und Maine-et-Loire.

## Orte am Fluss
- Savigné-sur-Lathan
- Rillé
- Breil
- Longué-Jumelles